# Karakterizáció
Lásd még: karakterisztikus függvény
Lásd még: karakterisztika
A matematikai terminológiában az az állítás, hogy „a P tulajdonság karakterizálja (karakterisztikusan jellemzi) az X objektumot” nem egyszerűen azt jelenti, hogy X rendelkezik a P tulajdonsággal, hanem hogy X az egyetlen, ami rendelkezik a P tulajdonsággal. Gyakran előfordul olyan kifejezésekben is, mint hogy „a Q tulajdonság izomorfizmus erejéig karakterizálja Y-t”. Az első fajta állítás tulajdonképpen azt mondja ki, hogy P kiterjesztése egy szingleton (egyelemű halmaz). A második szint Q kiterjesztése egyetlen ekvivalenciaosztály (a példában izomorfizmus – az „erejéig” kifejezés használatától függően más ekvivalenciarelációk is szóba jöhetnek).

## További példák
- A paralelogrammák olyan négyszögek, melyek szemközti oldalai párhuzamosak. Egyik karakterizációjuk szerint átlóik felezik egymást. Ez egyrészt azt jelenti, hogy minden paralelogramma átlója megfelezi a másik átlóját, továbbá azt is, hogy ha egy négyszög átlói felezik egymást, akkor feltétlenül paralelogramma. Ez utóbbi kijelentés csak akkor igaz, ha a négyszögek inkluzív definícióit használjuk (tehát például a téglalapokat a paralelogrammák közé számítjuk), ami manapság az általánosan elterjedt definíciós módszer a matematikában.
- „A valós számegyenesen 0 és ∞ között értelmezett valószínűség-eloszlásokat tekintve az örökifjú tulajdonság az exponenciális eloszlások karakterisztikus jellemzője.” Ez a kijelentés leszögezi, hogy az ilyen valószínűség-eloszlások közül kizárólag az exponenciális eloszlások örökifjúak. (lásd még: karakterisztikus függvény)
- „A Bohr–Mollerup-tétel értelmében, az olyan f függvények közül, melyekre f(1) = 1 és x f(x) = f(x + 1) minden x > 0 értékre, a logaritmikus konvexitás a gamma-függvényt karakterizálja.” Ez tehát azt jelenti, hogy az összes ilyen függvény közül egyedül a gamma-függvény logaritmikusan konvex. (Egy f függvény pontosan akkor logaritmikusan konvex, ha log(f) konvex függvény. A logaritmus alapja nem számít, ha 1-nél nagyobb, de általában a matematikusok a külön jelölés nélküli „log” függvényen a természetes logaritmust értik, melynek e az alapszáma.)
- A kör úgy karakterizálható, mint egydimenziós, kompakt és összefüggő sokaság; itt a karakterizáció, sima sokaságokat tekintve, diffeomorfizmus erejéig értendő.

## Fordítás
- Ez a szócikk részben vagy egészben a Characterization (mathematics) című angol Wikipédia-szócikk ezen változatának fordításán alapul.  Az eredeti cikk szerkesztőit annak laptörténete sorolja fel. Ez a jelzés csupán a megfogalmazás eredetét és a szerzői jogokat jelzi, nem szolgál a cikkben szereplő információk forrásmegjelöléseként.